# Lulu Wang
Lulu Wang (Peking, 22 december 1960) is een van oorsprong Chinese schrijfster, die sinds 1986 in Nederland woont en in het Nederlands schrijft. Aanvankelijk doceerde zij Chinese taal in Maastricht voor zij in 1997 doorbrak met haar debuutroman Het lelietheater. Voor dit boek ontving zij in 1998 het Gouden Ezelsoor voor het bestverkochte literaire debuut (ruim 135.000 verkochte exemplaren) en in het jaar daarop de internationale Nonino Prijs. Alleen al in Nederland werden er meer dan 800.000 exemplaren van Het lelietheater verkocht.
In Het lelietheater werd de jeugd van de schrijfster in China beschreven. Lulu groeide op ten tijde van de Culturele Revolutie. In 1972 wordt haar moeder in een heropvoedingskamp opgesloten. De dan 12-jarige Lulu mag zich later bij haar voegen. Daar maakt ze kennis met geïnterneerde intellectuelen van wie ze leert over de geschiedenis en de praktijk van het Chinese communisme. Het boek kreeg uitstekende recensies. Haar tweede roman Het tedere kind kreeg daarentegen een aantal vernietigende recensies. De schrijfster publiceert met grote regelmaat romans en novellen.
Nadat haar eerste boeken vooral China of haar Chinese achtergrond aan de orde waren, ging ze in later verschenen titels en ook in interviews meer als Chinese-in-Nederland de Nederlandse cultuur beschouwen en ook de Nederlanders soms verwonderd, dan weer bewonderend maar ook kritisch "een spiegel voorhouden", niet in het minst ook over hoe zij met niet-Nederlanders, migranten en andere culturen omgaan, waaronder ook de Chinese.
In juni 2012 gaf ze als een van de eerste literaire auteurs in Nederland en daarbuiten een boekapplicatie "Nederland, wo ai ni" uit. Deze boekapplicatie is een stuk uitgebreider, met animaties, discussieforum en muziek, dan het gewone e-book. In december 2012 verscheen tevens het papieren boek van deze Book App. In België heet het boek "Regenland, wo ai ni".
Op 1 september 2013 werd haar tweede boekapplicatie "Zomervolliefde" uitgegeven ("爱满夏天" in Chinees). Het is een tweetalige multimediaboekapplicatie (Nederlands en Chinees) met kleine gedichten over de liefde, met illustraties, een lied en filmpje.
In 2014 verscheen "Adam en Eva in China", non-fictie.
De schrijfster vergelijkt daarin Nederland en België met China middels de religieuze of mythische verhalen waarmee Westerlingen of Chinezen hun kinderen opvoeden.
Het boek verscheen deels als gratis internetboek. Er horen boekfilms bij die online staan.
Ook verscheen haar tweetalige poëziebundel "Levenlangverliefd".
Deze bundel is gemaakt in samenwerking met 4 kunstenaars.
In 2018 verscheen Nederwonderland, een Chinese blik op Nederland, waarin ze haar observaties van het land en zijn bewoners op een rijtje zette.